# Dommartin-le-Coq
Dommartin-le-Coq là một xã ở tỉnh Aube, thuộc vùng Grand Est ở phía bắc miền trung nước Pháp.